# 灵鹫寺石塔
灵鹫寺石塔是浙江省丽水市一组佛塔。佛塔原位于丽水东郊灵鹫山灵鹫寺，因而得名。20世纪50年代，石塔迁至云和县前溪山，20世纪80年代迁回丽水市区，置于城内万象山西南麓。石塔原应为七塔，象征七佛，现仅存四塔，除一座建于南宋嘉定十一年（1218年）外，其余建于嘉定九年（1216年），均为“窣堵坡”式小型石佛塔，高4米左右，由塔座、塔身、塔顶三部分组成。1989年12月成为浙江省文物保护单位，2019年10月成为全国重点文物保护单位。